# Ding Jianxiu
Ding Jianxiu (丁鑑修, 1886 - 1944) est un homme politique chinois qui fut membre du gouvernement de l'État du Mandchoukouo.

## Biographie
Natif du Liaoning (près de Yingkou), Ding est diplômé de la faculté d'économie de l'université Waseda de Tokyo. À son retour en Chine, il commence à étudier le droit et les relations humaines. Il est embauché comme instructeur dans de nombreuses institutions d'éducation supérieure à Mukden, comme le collège pour professeur, l'académie militaire, l'académie professionnelle, et l'académie de la police. En 1913, il devient professeur à la faculté de langue de l'université de Mukden. Il sert ensuite dans le gouvernement local, tenant différents postes dans le gouvernement provincial du Liaoning et servant également comme directeur d'une compagnie sino-japonaise de développement de dépôts de minerais de fer.
Après la mort de Zhang Zuolin, maître de la clique du Fengtian, Ding travaille pour l'indépendance de la Mandchourie du reste de la Chine. Après l'incident de Mukden de 1931, l'armée japonaise du Guandong le nomme au comité du gouvernement autonome de la province du Fengtian.
Après l'établissement de l'État du Mandchoukouo, Ding sert comme directeur du département des Transports de mars 1932 à mars 1934, et continue à un poste équivalent au ministère des Transports de l'empire du Mandchoukouo de mars 1934 à mars 1935. De mai 1935 à mai 1937, il sert comme ministre des Entreprises. En mai 1937, il se retire du service public. Cependant, en mai 1940, il est nommé au Conseil privé, et aide à organiser les célébrations du 10e anniversaire de la fondation du Mandchoukouo en 1941. En décembre 1942, il est nommé membre du comité de supervision de la construction du sanctuaire national du Mandchoukouo. Il meurt de maladie en 1944.